# Église Saint-Julien d'Urville
Pour les articles homonymes, voir Église Saint-Julien.
L'église Saint-Julien est une église catholique située à Urville-Bocage, en France.
L'édifice ainsi que la croix de pierre du cimetière est inscrit au titre des Monuments historiques depuis le 28 octobre 1997.

## Localisation
L'église est située à proximité du Manoir lui-même inscrit ; la petite commune d'Urville, située dans le département français de la Manche, n'a pas centre-bourg;

## Historique
L'édification remonte au XIIe siècle.

## Architecture et mobilier
L'église de style gothique a conservé deux porches de l'époque romane. À l'intérieur, les boiseries datent du XVIIIe (réalisées entre 1724 et 1728). La tour-clocher a été reprise en 1865, et la voûte refaite en 1867.
Le tympan de la porte méridionale est décoré d'un centaure poursuivant un cerf de ses flèches,.

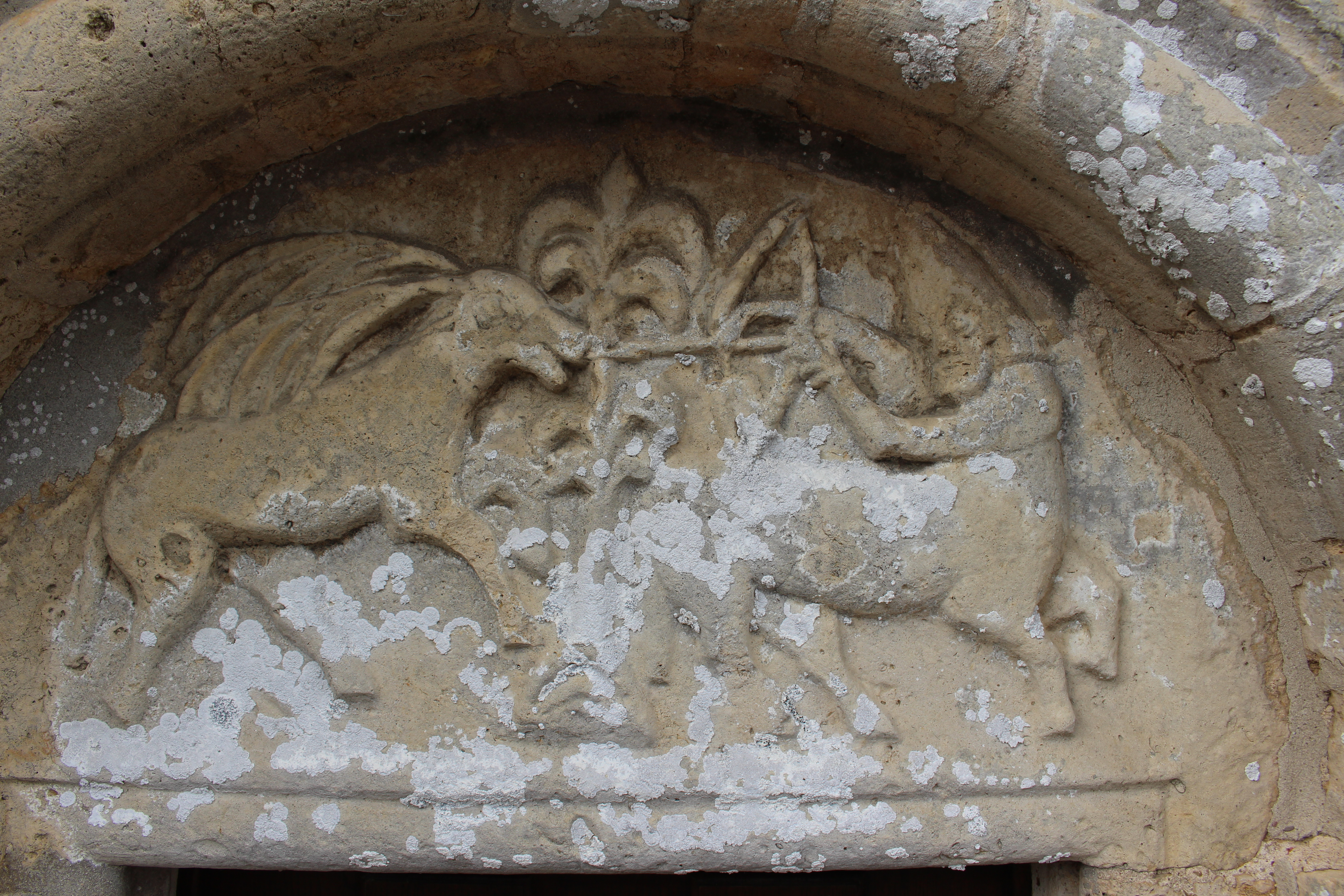
Bas-relief du combat d'un centaure contre un cerf.
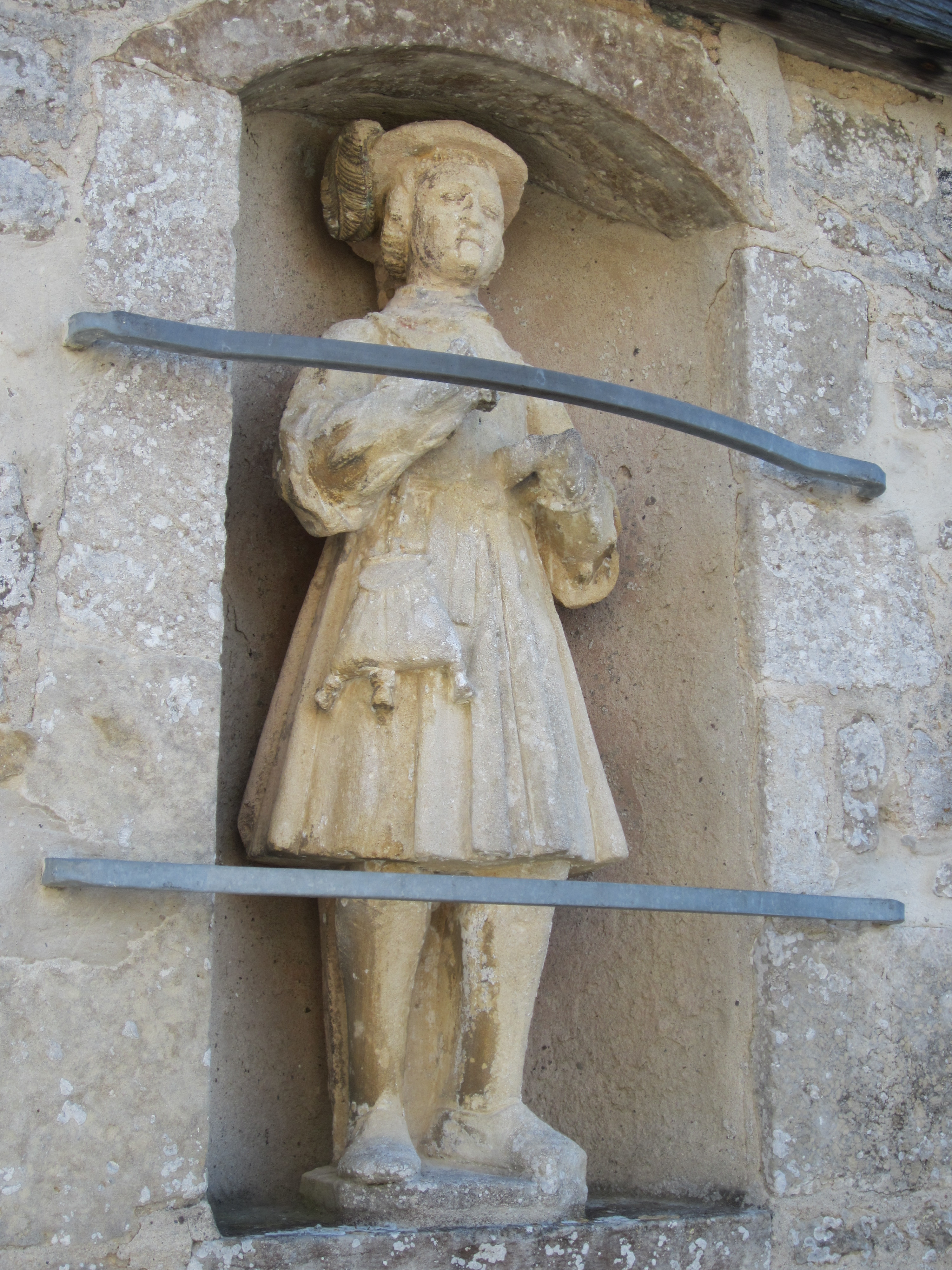
Statue de Saint Julien.
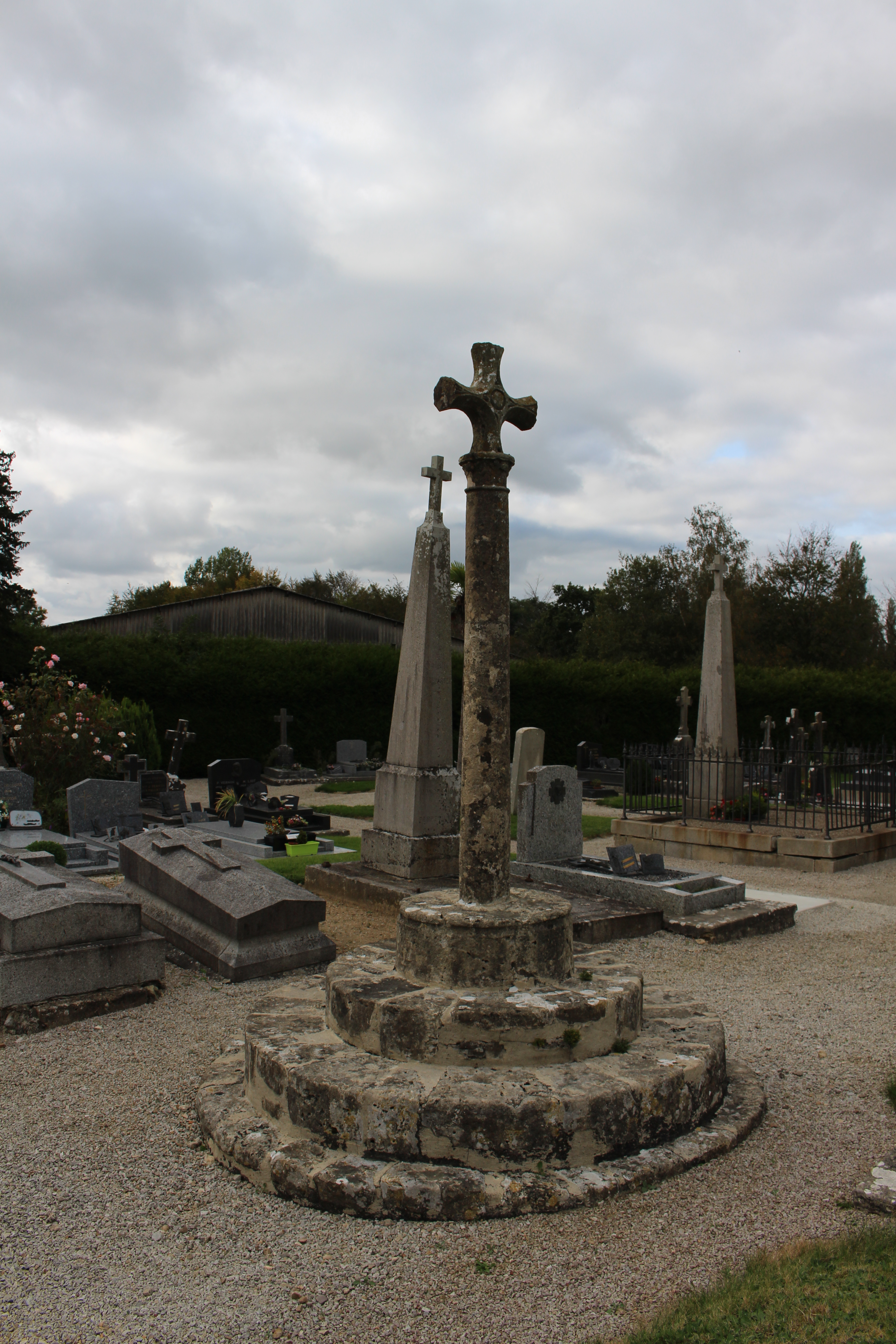
Croix de pierre du cimetière.
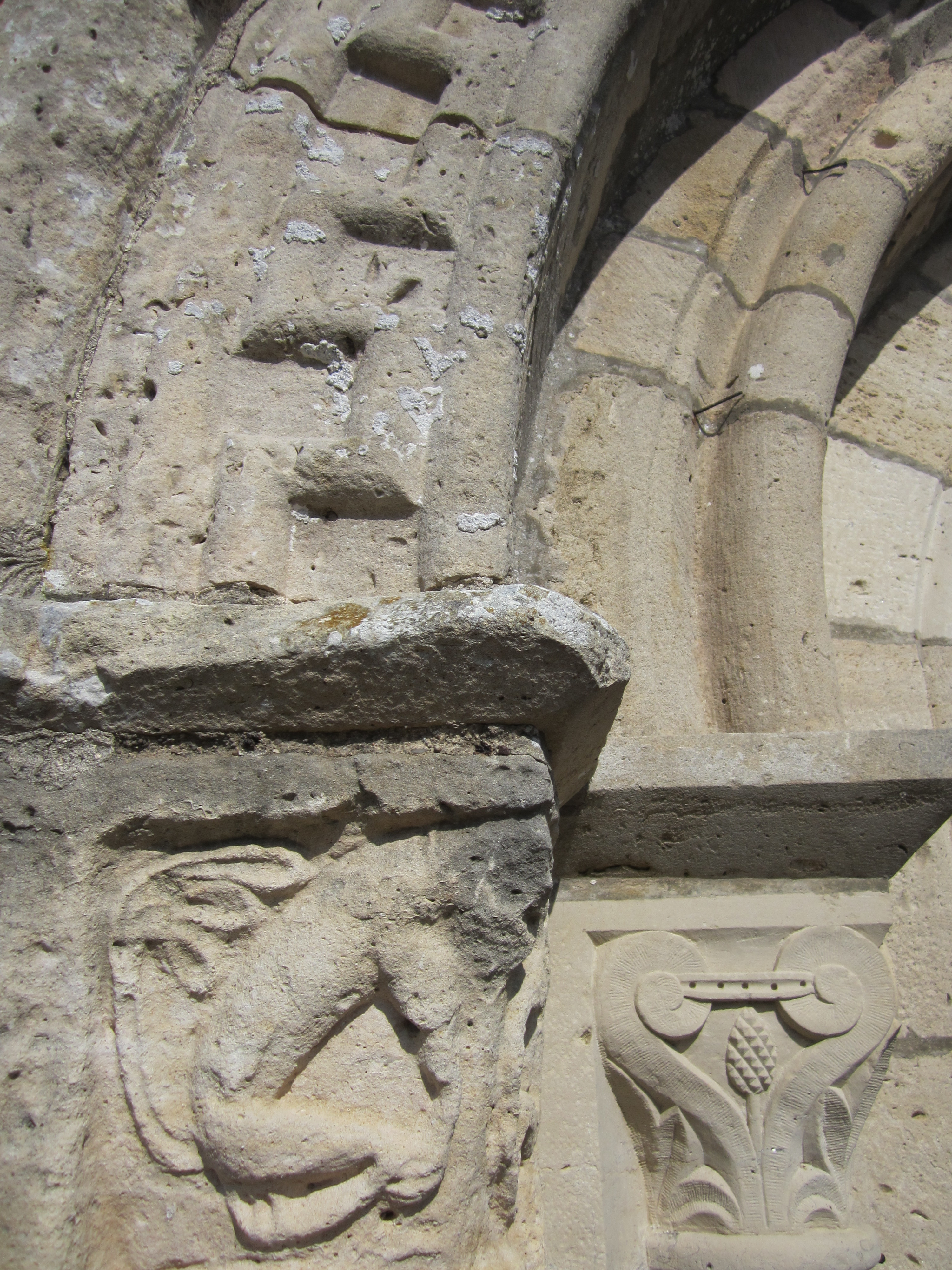
Détail de l'archivolte du portail.